# Marie Andersson
Marie Andersson, también conocida como Emma —por sus iniciales MA— es una diseñadora gráfica, integrante del Partido Pirata y bloguera sueca. Desde el 11 de marzo de 2007 dirige el blog Opassande —traducido al español como Inadecuado— que ganó el Gran Premio de Blogs de 2008 en Política y Sociedad, y de acuerdo con datos de Politometern 2010, fue el blog de política más influyente en Suecia ese año.
De 2011 hasta noviembre de 2012, fue gerente de comunicaciones del Partido Pirata, y, en noviembre de 2014, fue elegida miembro del consejo del mismo partido. De 2012 a 2013 escribió en el blog Ajour junto con Emanuel Karlsten. Es una creativa diseñadora gráfica, creadora del logo del Partido Pirata, y anteriormente se desempeñó como tipógrafa.

## Galería de sus diseños

Marie es la diseñadora del logo del Partido Pirata.
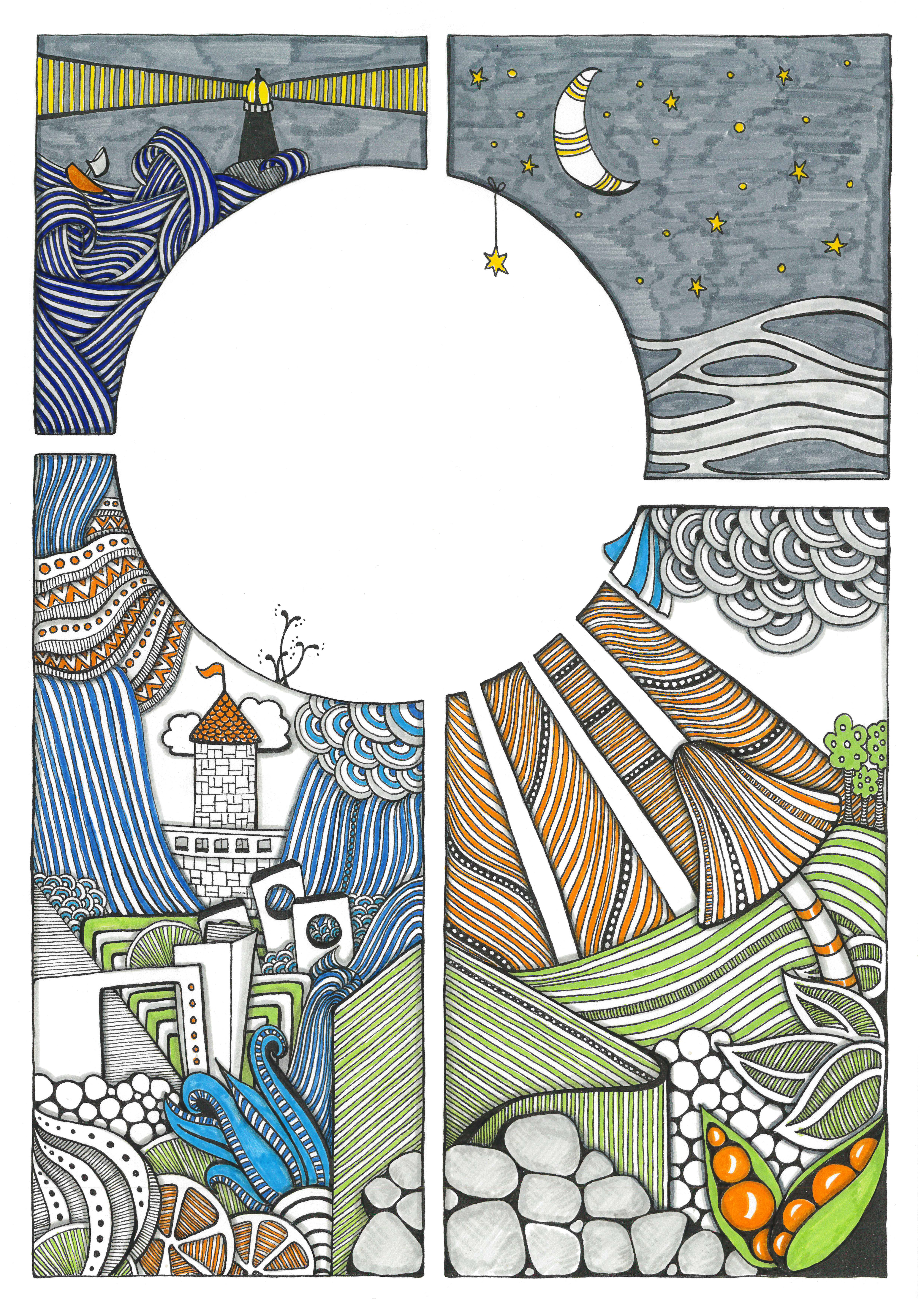
Diseño de tarjeta con unl tema de cuento de hadas.
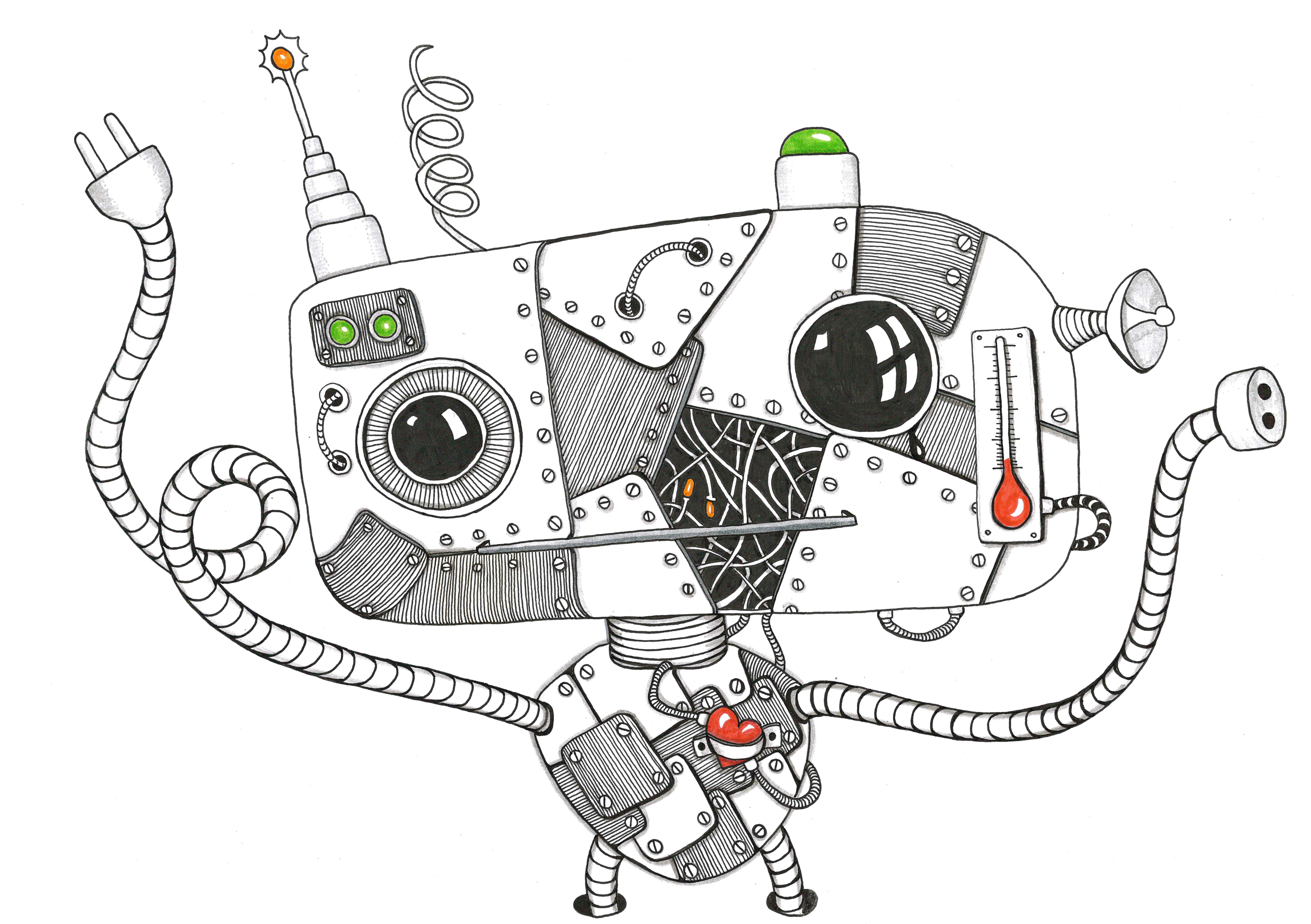
¡Un robot!
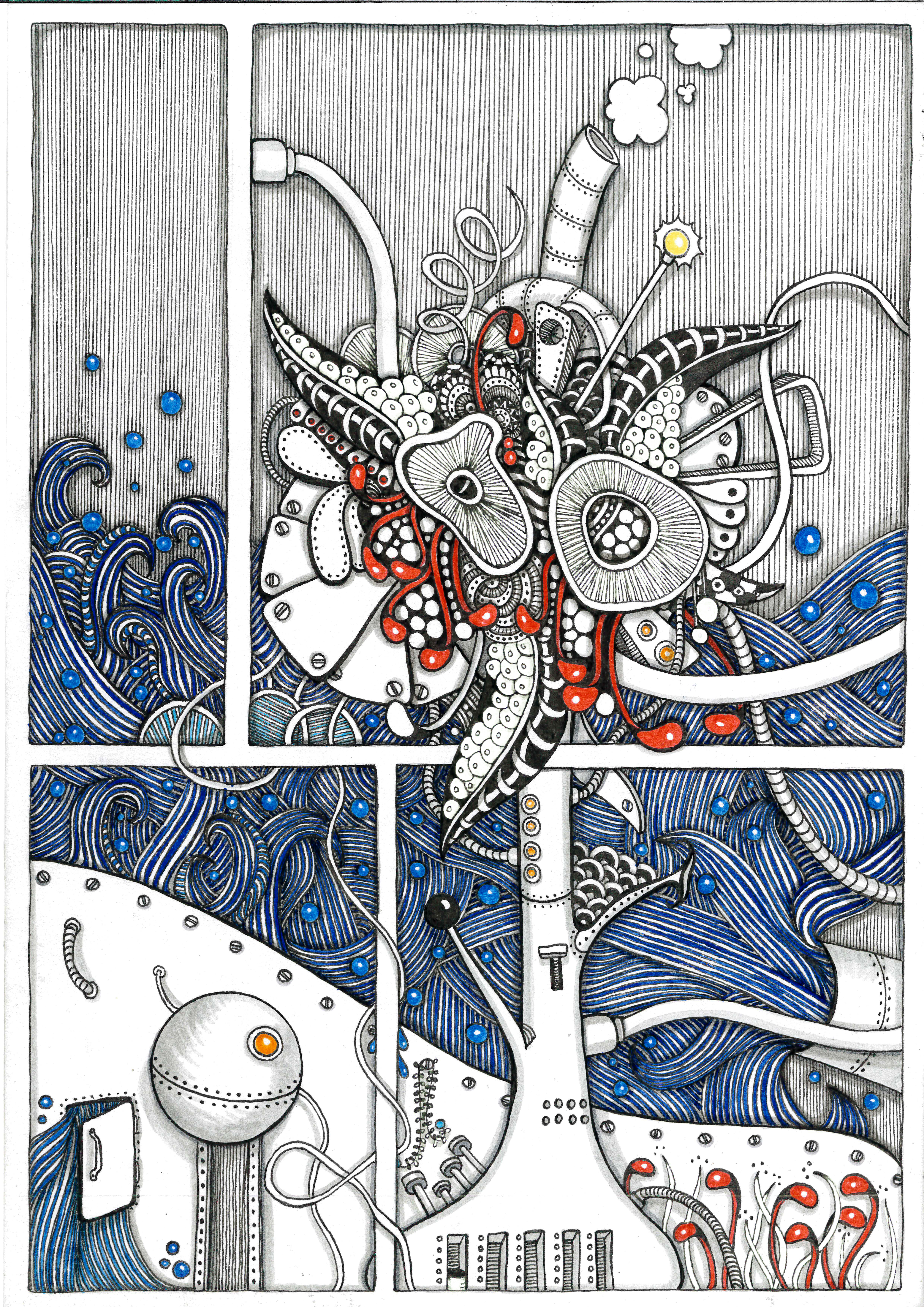
Un motivo coherente de viñeta.
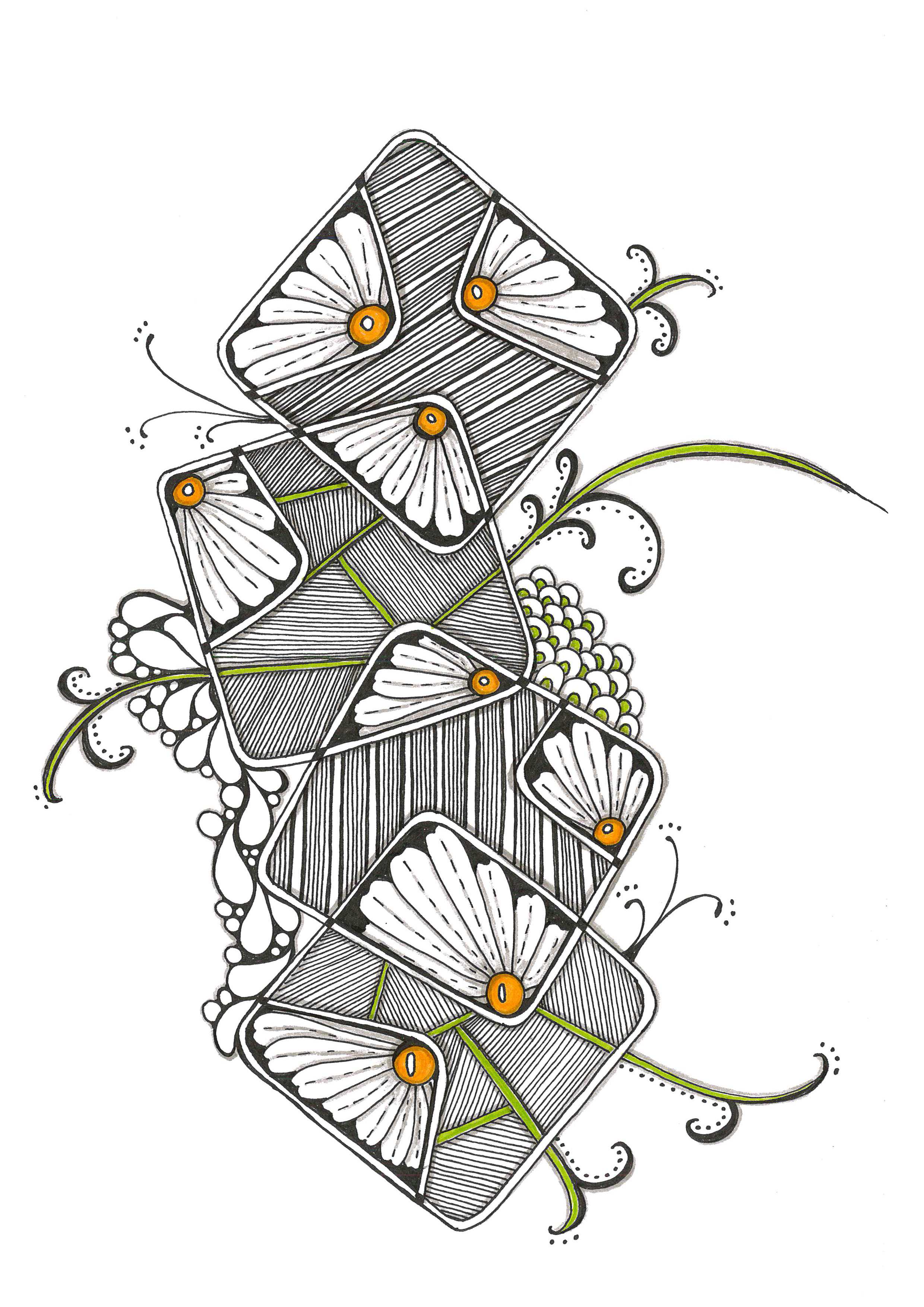
Una asterácea.
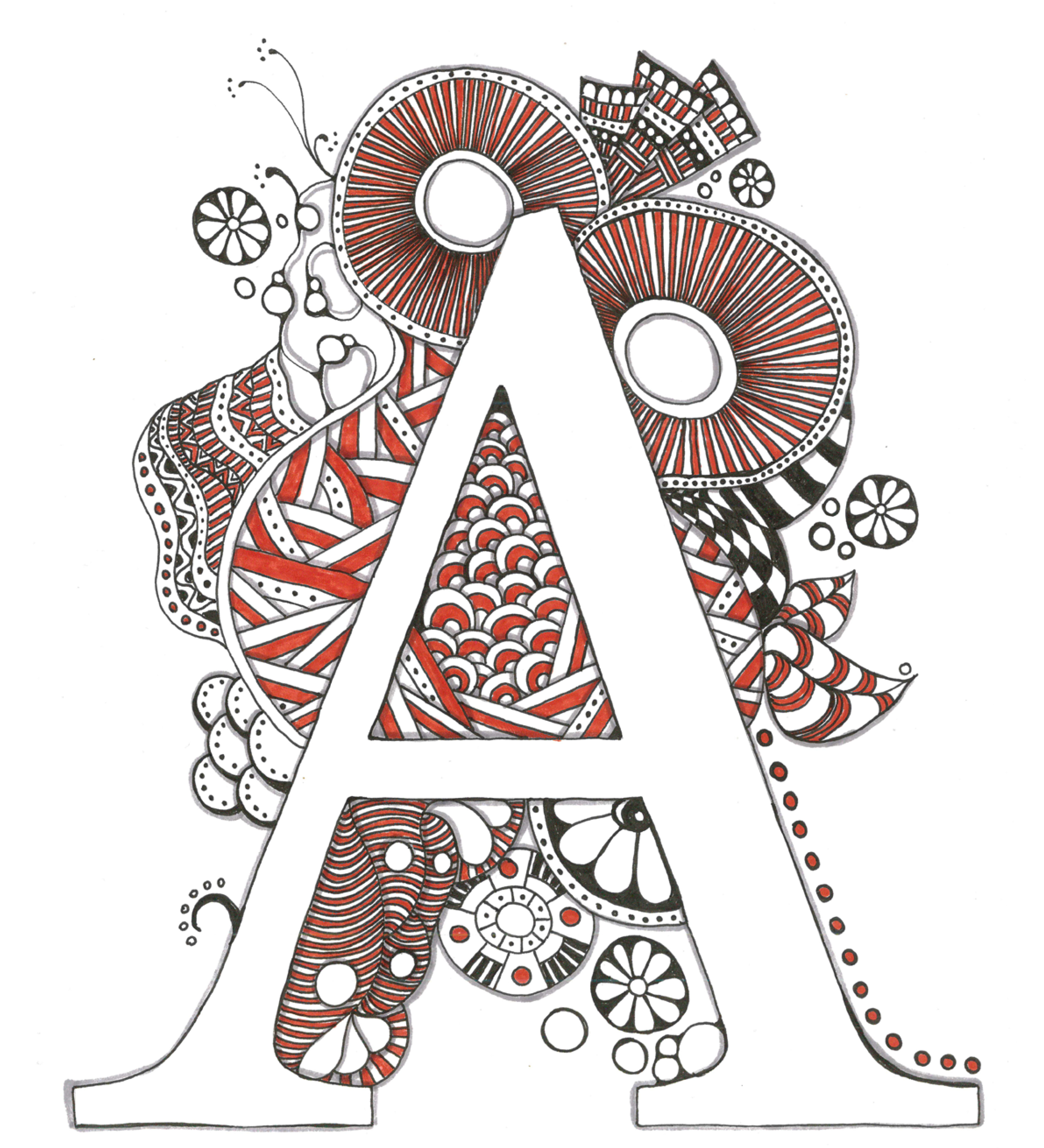
La letra A de Emma.
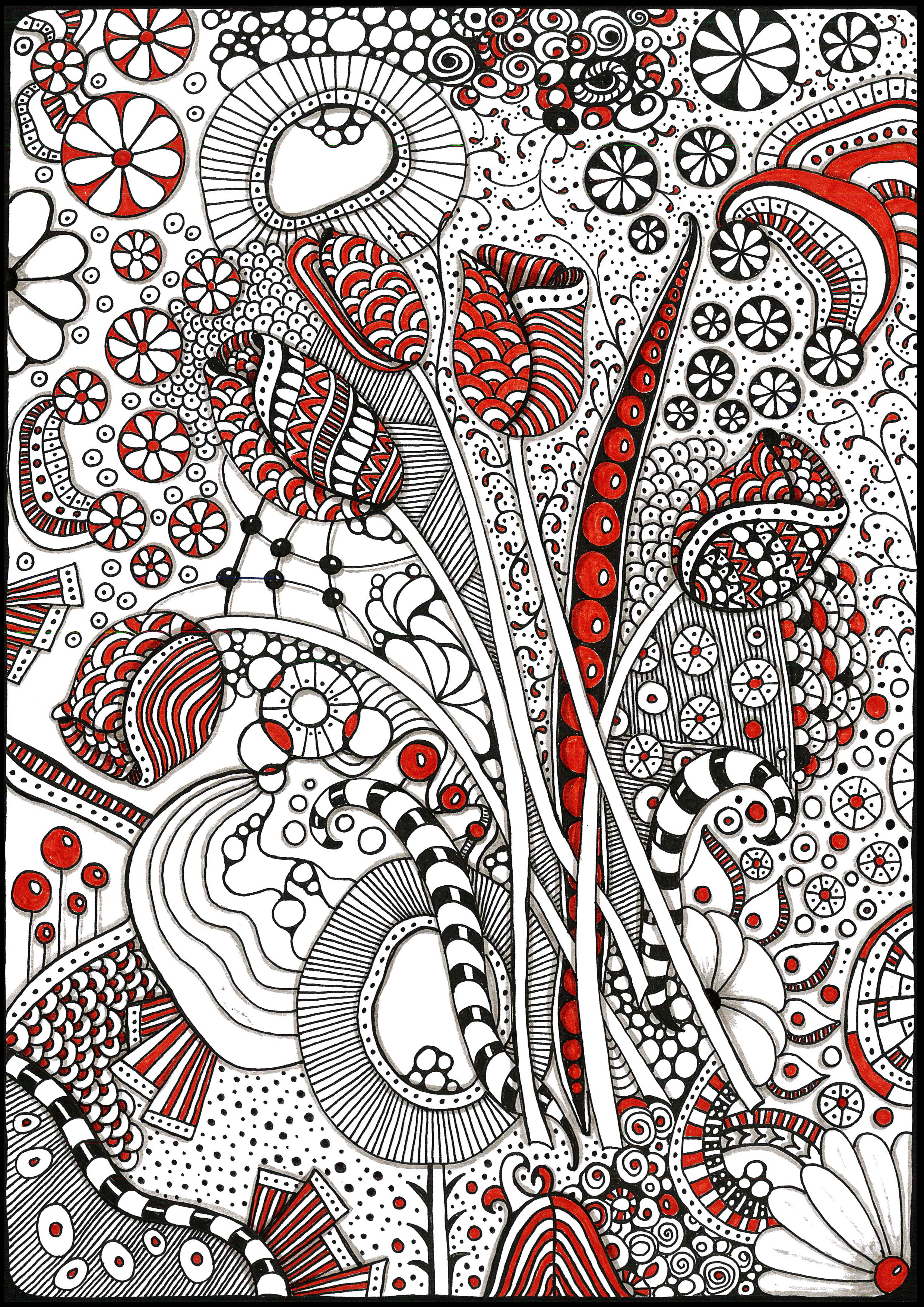
Tulipan.
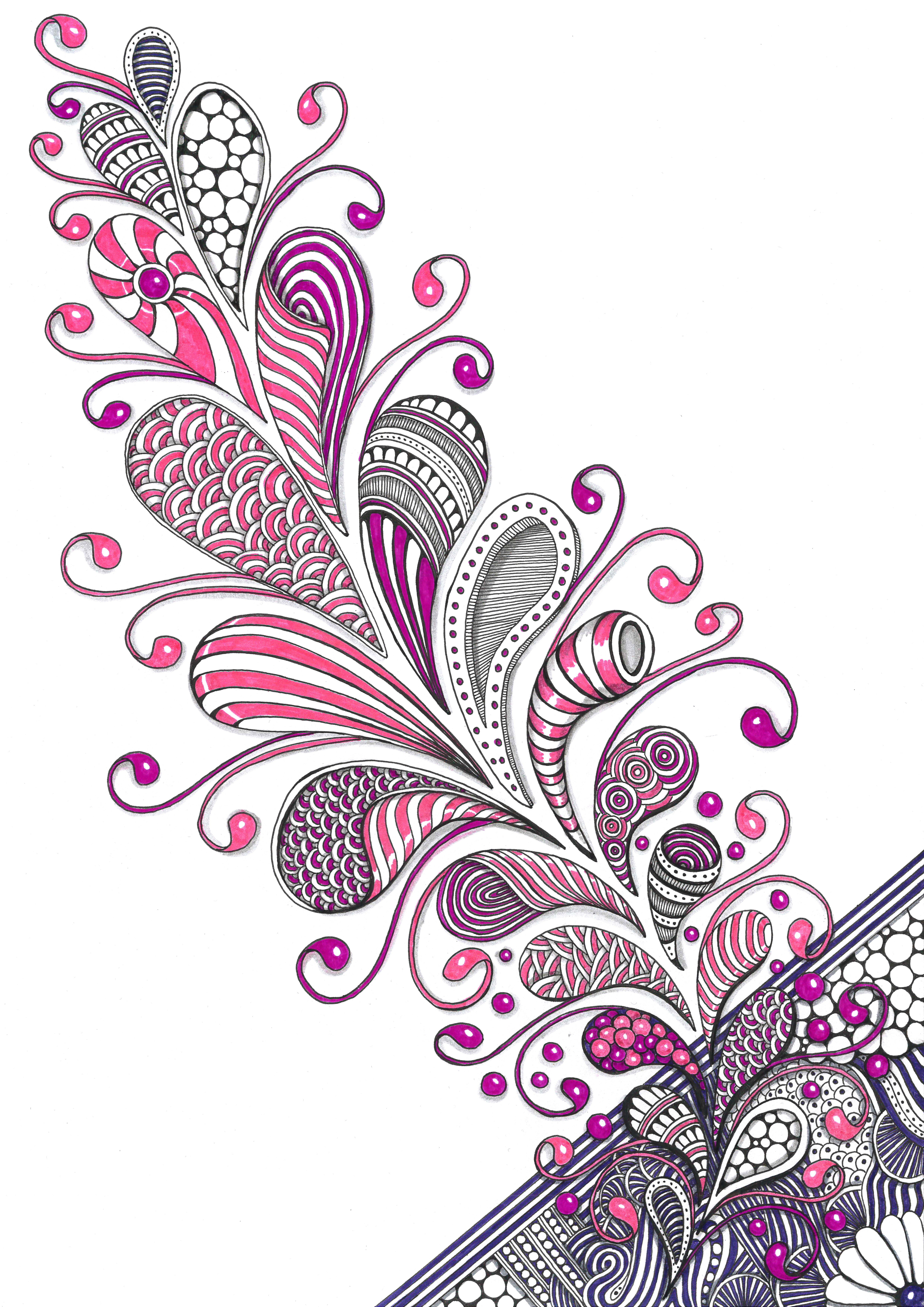
Ilustración.